# Jusup Abdusalamov
Jusup Abdusalamov (rusky Юсуп Абдусаламов), (polsky Jusuf Abdusalomow) nebo (tádžicky Юсуп Абдусаломов (Jusup Abdusalomov)), (* 8. listopadu 1977 v Ansaltě, Dagestán, Sovětský svaz) je bývalý ruský zápasník volnostylař dagestáské (avarské) národnosti, olympijský medailista z roku 2008. Na přelomu tisíciletí reprezentoval krátce Ázerbájdžán. Od roku 2002 až do konce sportovní kariéry reprezentoval Tádžikistán.

## Sportovní kariéra
Pochází z hornaté oblasti Dagestánu proslulé slavnostmi v tradičním dagestánském zápase. Volnému stylu se věnoval od 18 let po příchodu do Machačkaly. Připravoval se pod vedením Anvara Magomedgadžijeva a později Magomeda Dibirova. V roce 1999 promoval na univerzitě. V ruské seniorské reprezentaci se neprosadil a v olympijském roce 2000 přijal možnost kvalifikovat se na olympijské hry v Sydney pod vlajkou Ázerbájdžánu. Po nezdaru se vrátil do Machačkaly a od roku 2002 startoval za Tádžikistán. V roce 2004 se kvalifikoval na olympijské hry v Athénách a při své olympijské premiéře v 27 letech nepostoupil ze základní skupiny. Po olympijských hrách se usadil v Polsku v Białogardě, kde se připravoval pod vedením Marcina Jurecki. V roce 2008 se kvalifikoval na olympijské hry v Pekingu a po suverénním výkonu v prvních kolech postoupil do finále proti Gruzínci Revazu Mindorašvilimu. Po vyhrané první části se jakoby zalekl úspěchu a dalších částech svému soupeři jednoznačně podlehl. Získal stříbrnou olympijskou medaili, kterou věnoval svému nešťastně zesnulému trenéru Jureckimu. V Polsku se i nadále připravoval a věnoval se trenérské práci. V roce 2012 se kvalifikoval na olympijské hry v Londýně, ale vypadl v prvním kole a následně ukončil sportovní kariéru. Od roku 2013 je šéftrenérem polské volnostylařské reprezentace.

## Výsledky
| Turnaj            | 2004      | 2005      | 2006         | 2007         | 2008         | 2009         | 2010         | 2011         | 2012         |
| Turnaj            | 27        | 28        | 29           | 30           | 31           | 32           | 33           | 34           | 35           |
| Turnaj            | velterová | velterová | střední váha | střední váha | střední váha | střední váha | střední váha | střední váha | střední váha |
| ----------------- | --------- | --------- | ------------ | ------------ | ------------ | ------------ | ------------ | ------------ | ------------ |
| Olympijské hry    | 9.        |           |              |              | 2.           |              |              |              | 15.          |
| Mistrovství světa |           | 13.       | —            | 2.           |              | 5.           | —            | 14.          |              |